# Ernesto Lama
Ernesto Lama (Napoli, 18 agosto 1965) è un attore italiano.

## Biografia
Ha debuttato a soli 14 anni nel 1979 nello spettacolo Festa di Piedigrotta, di Raffaele Viviani regia di Roberto De Simone al fianco di Peppe Barra, Gennarino Palumbo, Nunzio Gallo. Da lì lunghe e costanti collaborazioni con Maurizio Scaparro, Armando Pugliese, Glauco Mauri, Lorenzo Salveti, Vincenzo Salemme, Tato Russo, Alfredo Arias, Walter Manfrè. Dal 1979 ad oggi ha preso parte a più di cento spettacoli, ha partecipato a numerosi film e a molti spettacoli televisivi. Tra il 2010 e il 2011 diretto da Massimo Ranieri è tra i protagonisti del nuovo ciclo di commedie di Eduardo De Filippo registrate per Rai 1. Nel 2014, firma il suo spettacolo Il Varietà dalla Belle Époque al Varieté. Nel 2015 è protagonista di A Napoli non piove mai.

## Teatro
- Festa di Piedigrotta di Raffaele Viviani, regia di Roberto De Simone (1979)[7]
- L'opera buffa del giovedì santo, scritto e diretto da Roberto De Simone (1980)
- Pilade di Pier Paolo Pasolini, regia di Melo Freni (1981)
- Eden teatro di Raffaele Viviani, regia di Roberto De Simone (1982)[8]
- Una sera d'estate, scritto e diretto da Mico Galdieri (1983)
- L'ultimo scugnizzo di Raffaele Viviani, regia di Ugo Gregoretti (1986)
- Lisistrata di Aristofane, regia di G. Di Martino (1986)
- Festa di Montevergine di Raffaele Viviani, regia di Armando Pugliese (1987)
- Fatto di cronaca di Raffaele Viviani, regia di Maurizio Scaparro (1987)
- Le 99 disgrazie di Pulcinella, scritto e diretto da Roberto De Simone (1988)[9]
- Cantata per Masaniello, scritto e diretto da Roberto De Simone (1988)
- Nfitrione, scritto e diretto da Antonio Casagrande (1989)
- L'Aida di Antonio Petito, regia di Armando Pugliese (1989)
- Mistero e processo di Giovanna D'Arco, scritto e diretto da Roberto De Simone (1989)
- Guappo di cartone di Raffaele Viviani, regia di Armando Pugliese (1989)
- L'ammalato per apprensione di Molière, regia di Roberto De Simone (1990)
- Medea di Portamedina, scritto e diretto da Armando Pugliese (1991)
- Che bella cosa 'na jurnata e sole di Maurizio Scaparro, regia di Orlando Forioso (1992)
- Cient'e una notte dint' a una notte, scritto e diretto da Tato Russo (1992)
- O’ munaciello di Antonio Petito, regia di Tato Russo (1992)
- Ninì Tirabusciò di Dalia Frediani, regia di Livio Galassi (1993)
- Café chantant di Eduardo Scarpetta, regia di Tato Russo (1993)
- Teatro Excelsior di Vincenzo Cerami, regia di Maurizio Scaparro (1993)
- Ubu re di Alfred Jarry, musiche Antonio Sinagra, regia di Armando Pugliese (1994)
- La bottega dei sogni di Nicola Saponaro, regia di Armando Pugliese (1995)
- La gente vuole ridere, scritto e diretto da Vincenzo Salemme (1995)
- Misteri e delizie napoletani di Antonio Sinagra e Raffaele Esposito, regia di Armando Pugliese (1995)
- La confessione, vari autori “M. Serio”, regia Walter Manfrè (1996)
- Pulcinella di Roberto Rossellini, musiche Mauro Di Domenico, regia Maurizio Scaparro (1996)
- Romolo il grande di Friedrich Dürrenmatt, regia di Giovanni Pampiglione (1996)
- Masaniello di Tato Russo, musiche Patrizio Marrone, regia di Tato Russo (1996)
- La tempesta di William Shakespeare, regia Glauco Mauri (1996)
- Masaniello di Armando Pugliese e Elvio Porta, musiche Antonio Sinagra, regia Armando Pugliese (1997)
- La foresta incantata di Francesco Augusto Mucchi, musiche di Francesco Geminiani, regia di Aurelio Gatti (1997)
- Il respiro del bosco di Antonella Palmieri, musiche Patrizio Marrone, regia Ernesto Lama (1998)
- Cantata per Cirano di Edmond Rostand, musiche di Patrizio Marrone (1998)
- La pelle di Curzio Malaparte, regia di Armando Pugliese (1998)
- Molto rumore per nulla di William Shakespeare, regia di Armando Pugliese (1999)
- Il suicida di Nicolaj Erdman, musiche di Antonio Sinagra, regia di Armando Pugliese (1999)
- Matamoro di Franco Autiero, musiche di Patrizio Marrone, regia di Franco Autiero (2000)
- L'Orfeo dei pazzi di Agnolo Poliziano, regia di Aurelio Gatti (2000)
- Jerusalem di Torquato Tasso, regia di Armando Pugliese (2000)
- O' scarfalietto di Eduardo Scarpetta, musiche di Nicola Piovani, regia di Armando Pugliese (2001)
- Salvatore Giuliano di Pierpaolo Palladino, Franco Ingrilli, Dino Scuderi, musiche di Dino Scuderi, regia di Armando Pugliese (2001)
- Romeo e Giulietta di William Shakespeare, musiche di Fabio Lorenzi, regia di Aurelio Gatti (2001)
- Danze violate, scritto e diretto da Aurelio Gatti (2002)
- Goldoni e le sue 16 commedie nuove di Paolo Ferrari, regia di Armando Pugliese (2002)
- L'amico del cuore, scritto e diretto da Vincenzo Salemme (2002)
- La bisbetica domata di William Shakespeare, regia di Marco Carniti (2002)
- Cose da pazzi, scritto e diretto da Vincenzo Salemme (2002)
- La gente vuole ridere, scritto e diretto da Vincenzo Salemme (2004)
- La vera trama della storia del poeta di madama, scritto e diretto da Franco Autiero (2004)
- Non tutti i ladri vengono per nuocere di Dario Fo, regia A. Campanella (2004)
- Odisseo, da Omero e L. Da Vinci, regia Aurelio Gatti (2004)
- Truculentus, da Tito Maccio Plauto, regia diPetrokos Usaja (2005)
- La visita della vecchia signora, da Friedrich Dürrenmatt, regia di Armando Pugliese (2005)
- O' scarfalietto di Eduardo Scarpetta, musiche di Pasquale Scialo’, regia Armando Pugliese (2005)
- La morte di Carnevale di Raffaele Viviani, regia di Salvatore Ceruti (2006)
- Bene e male, scritto e diretto da Girolamo Marzano, musiche Gianni Conte (2006)
- Matamoro, scritto e diretto da Franco Autiero, musiche di P. Coletta, A. Palomba e G. Palumbo (2007)
- Chantecler di Edmond Rostand, regia di Armando Pugliese (2007)
- Il ratto di Proserpina di Rosso di San Secondo, regia di Aurelio Gatti (2007)
- Ambo, scritto e diretto da Franco Autiero (2007)
- La funzione del centenario, oratorio di Roberto De Simone (2007)
- L'albergo del silenzio di Eduardo Scarpetta, regia di Lorenzo Salveti (2007)
- Ciclope, da Euripide, regia di Aurelio Gatti (2008)
- Ione, da Euripide, adattamento di Aurelio Gatti e Sebastiano Tringali, regia di Aurelio Gatti (2008)[10]
- Ciaola di Luigi Pirandello, regia di Aurelio Gatti (2008)
- Concha bonita di Alfredo Arias e Renè De Ceccatty, regia di Alfredo Arias (2008)
- Miseria e nobiltà di Eduardo Scarpetta, regia di Armando Pugliese (2008)
- Senza impegno di Salvatore Di Giacomo, Giorgio Gaber e Raffaele Viviani, regia di Maurizio Casagrande (2009)
- Napoli zompa e vola di Manlio Santanelli, regia di Amedeo Amodio (2009)
- Un giorno da re di M. Buhne, regia di Ernesto Lama (2009)
- Satyricon hotel, da Petronio, adattamento di Aurelio Gatti, Ernesto Lama e Cinzia Maccagnano, regia di Aurelio Gatti (2009)
- Padroni di barche di Raffaele Viviani, regia di Armando Pugliese (2009)
- I casi sono due di Armando Curcio, regia di Carlo Giuffré (2009)
- Mnemosyne di Aurelio Gatti, Ernesto Lama, Sebastiano Tringali e Filippo Luna, regia di Aurelio Gatti (2010)
- Filumena Marturano di Eduardo De Filippo, regia di Massimo Ranieri e Franza Di Rosa (2010)
- L'Orfeo dei pazzi di Agnolo Poliziano, regia di Aurelio Gatti (2011)
- Il giudizio universale di Cesare Zavattini, regia di Armando Pugliese (2011)
- Questi fantasmi di Eduardo De Filippo, regia di Massimo Ranieri (2011)[11]
- Sabato domenica e lunedì di Eduardo De Filippo, regia di Massimo Ranieri (2012)[12]
- Varietà Viviani di Raffaele Viviani, regia di Maurizio Scaparro (2012)
- Ecuba, da Euripide, Seneca e Omero, regia di Aurelio Gatti (2012)
- Viviani, Mon amour, laboratorio condotto da Ernesto Lama (2012)
- Monnezza, da Francesco De Filippo, adattamento di Carmine Borrino, regia di Peppe Miale (2013)
- L'oracolo di Delfi, da Plutarco, Sofocle e Euripide, adattamento di Sebastiano Tringali e Aurelio Gatti, regia di Aurelio Gatti (2013)
- Pulcinella e l'erede universale, da Carlo Sigismondo Capece, adattamento di Massimo De Matteo e Sergio Di Paola, regia di Massimo De Matteo (2013)
- Sotto voce di Raffaele Viviani, regia di Ernesto Lama (2013)
- Sogno, regia di Ernesto Lama - dal laboratorio Il varietà' di R.Viviani (2013)
- Il varietà: dalla Belle Époque al Varieté!, regia di Ernesto Lama - dall'omonimo laboratorio (2014)[13]
- Comico inCanto, regia di Ernesto Lama - dal laboratorio Il teatro comico popolare tra '800 e '900 (2015)[14]
- Li Santarelle alla moda, regia di Mariano Bauduin (2016)
- Fronte del Porto, regia di Alessandro Gassman (2018)
- Tito/Giulio Cesare, regia di Gabriele Russo (2019)

## Filmografia

### Cinema
- Soldati - 365 all'alba, regia Marco Risi (1987)
- Marcellino pane e vino, regia Luigi Comencini (1991)
- Cronache del terzo millennio, regia Francesco Maselli (1996)
- La tregua, regia Francesco Rosi (1996)
- Luna Rossa, regia di Georg Brintrup (1998)
- Vacanze di Natale 2000, regia Carlo Vanzina (1999)
- La repubblica di San Gennaro, regia di Massimo Costa (2001)
- Ho visto le stelle!, regia di Vincenzo Salemme (2003)
- Il resto di niente, regia di Antonietta De Lillo (2004)
- Fuoco su di me, regia di Lamberto Lambertini (2004)
- Cose da pazzi, regia di Vincenzo Salemme (2005)
- Il sogno nel casello, regia di Bruno De Paola (2005)
- Reality, regia di Matteo Garrone (2012)
- A Napoli non piove mai, regia di Sergio Assisi (2015)
- Il sistema sanità - Le pietre scartate, regia di Andrea De Rosa e Mario Pistolese (2019)

### Cortometraggi
- L'angelo, regia di Simona Cocozza (2002)
- Replica, regia di Valerio D'Annunzio (2003)
- Nell'immensitrà, regia di Ernesto Lama (2003)
- Perdutamente, regia di Simona Cocozza (2004)
- Oh partigiano, regia di Ernesto Lama (2004)
- Vittima della storia, regia di Simona Cocozza (2006)
- Herror, regia di Ernesto Lama (2006)
- Un voto all'italiana, regia di Paolo Sassanelli (2018)
- In Zona Cesarini, regia di Simona Cocozza (2018)

## Radio
- Tourné Viviani di Pasquale Scialò (1990)
- Il resto di niente di Francesco De Felice (1999)

## Televisione
- TeleGaribaldi – programma TV 1998-1999)
- Fuori corso – sitcom (2005-2006)
- Bed & Breakfast (2006)
- Bar Stella – programma TV (2023)